# Lavenham (Regno Unito)

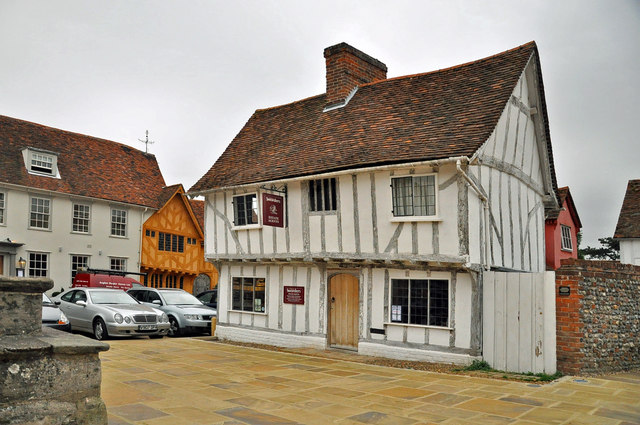
Lavenham (Suffolk): edifici a graticcio

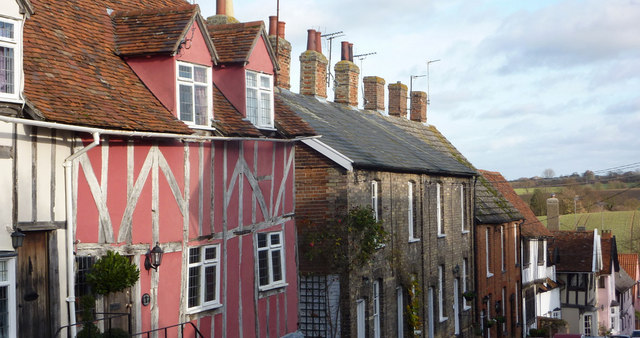
Edifici a graticcio a Lavenham

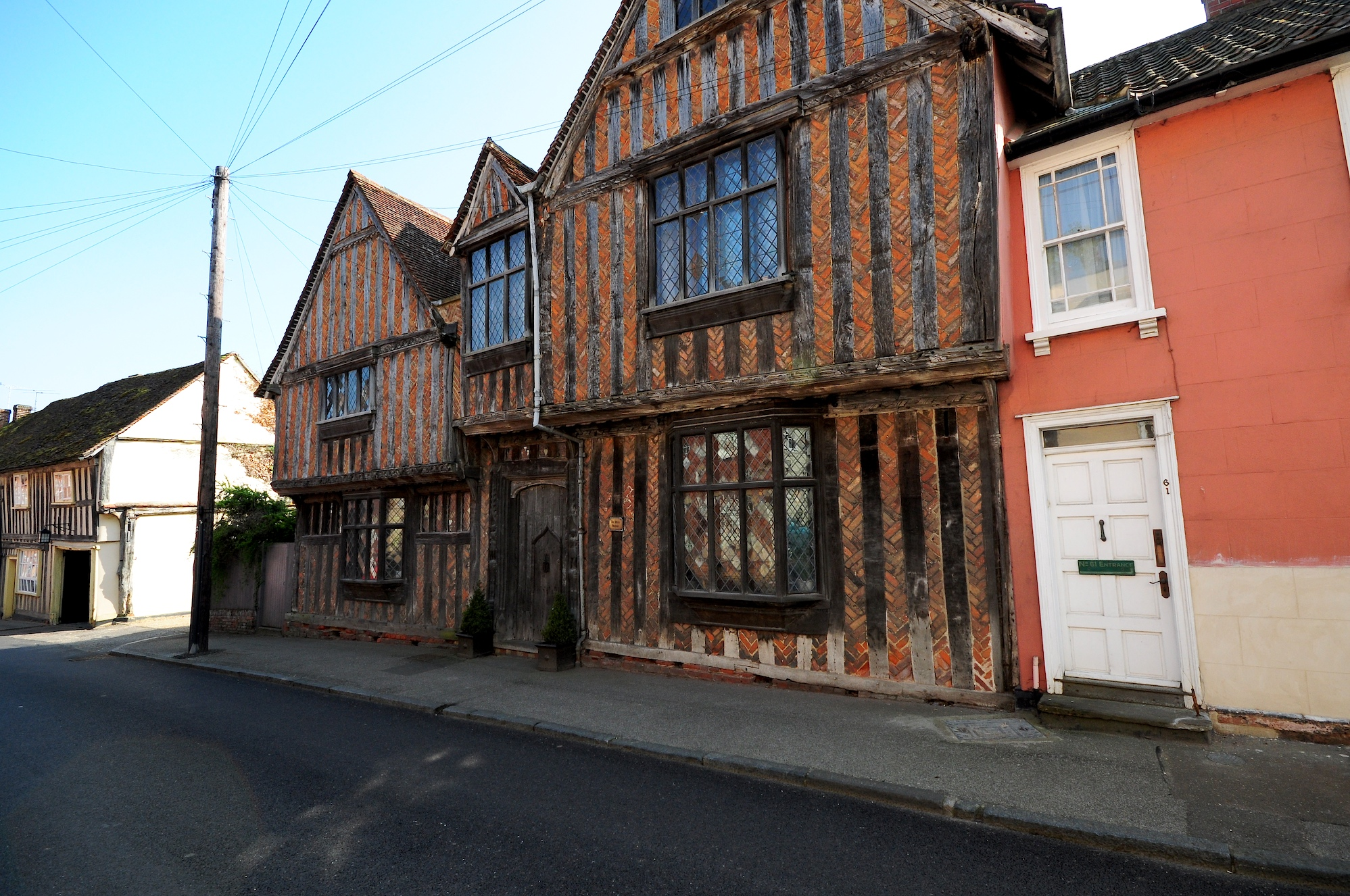
Edifici a graticcio a Lavenham

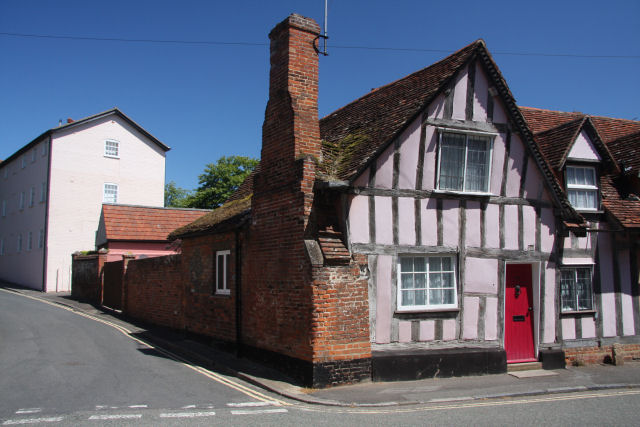
Edifici a graticcio a Lavenham

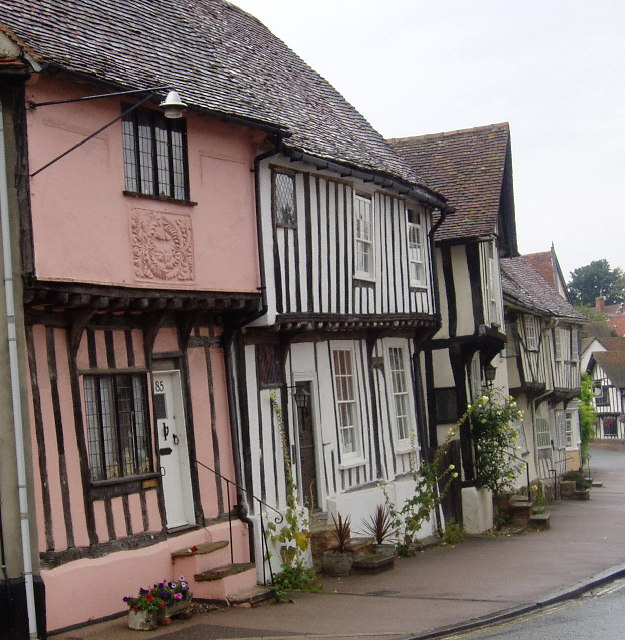
Edifici a graticcio a Lavenham

Lavenham (1750 ab. ca.) è un villaggio con status di parrocchia civile della contea inglese del Suffolk (East Anglia, Inghilterra centro-orientale), facente parte del distretto di Babergh.
La cittadina tra il XIV e il XVI secolo era il principale centro per il commercio della lana nel Suffolk ed è famosa per i suoi numerosi edifici medievali, tanto da essere stata definita "la cittadina medievale più 'completa' della Gran Bretagna".

## Geografia fisica

### Collocazione
Il villaggio di Lavenham si trova nella parte sud-occidentale della contea del Suffolk, tra le località di Cavendish e Kersey (rispettivamente ad est della prima e ad ovest della seconda), a circa 20 km a sud di Bury St Edmunds, a circa 65 km ad est di Cambridge e a circa 30 km ad ovest di Ipswich.

## Società

### Evoluzione demografica
Al censimento del 2001, la parrocchia civile di Lavenham contava una popolazione di 1 750 abitanti.

## Storia
La cittadina fu fondata nel XIII secolo da Enrico III d'Inghilterra.
Grazie al fiorente commercio della lana, Lavenham diventò nel 1524 la 14ª località più ricca del Paese.

## Architettura
Nell'architettura di Lavenham, che si caratterizza per i numerosi edifici a graticcio e i cottage dal tetto di paglia, si riflette la prosperità di cui godeva un tempo la cittadina nel commercio della lana.
La località vanta circa 300 edifici storici ben conservati: la loro caratteristica strutturale è quella di essere un po' storti e traballanti.

### Edifici d'interesse

#### Chiesa di San Pietro e Paolo
La Chiesa di San Pietro e Paolo è un edificio costruito tra il 1485 e il 1525.
|  |  |

#### Lavenham Priory
La Lavenham Priory è un edificio risalente al XIII secolo, che in origine ospitava i monaci benedettini.
Attualmente, l'ex-edificio religioso è stato riconvertito in un bed & breakfast.

#### Palazzo delle Corporazioni del Corpus Christi
Il Palazzo delle Corporazioni del Corpus Christi (Guildhall of Corpus Christi) è un edificio situato in Market Place e risalente al 1529. Oggi è di proprietà del National Trust e ospita un museo di storia locale, che illustra, tra l'altro, la storia del commercio della lana.
|  |  |

#### Little Hall
La Little Hall è un edificio a graticcio color giallo-ocra, risalente al XV secolo. Un tempo, era la residenza di un ricco mercante di lana.
|  |

#### Altri edifici
Altri storici edifici a graticcio sono quelli che ospitano attualmente lo Swan Hotel, che risalgono al XIV secolo.
|  |